# هيئة الأدميرالية الإمبراطورية الألمانية
هيئة اركان البحرية الامبراطورية (بالألمانية: Admiralstab) ((بالألمانية: Admiralstab)) كانت واحدة من أربع وكالات قيادة لإدارة البحرية الإمبراطورية الألمانية من 1899 إلى 1918. في حين مارس الإمبراطور الألماني فيلهلم الثاني سلطته كقائد أعلى للقيادة والسيطرة التنفيذية العليا على القوات البحرية، تم تقسيم الأركان العسكرية إلى الأميرالية والمكتب البحري ومجلس الوزراء البحري والمفتش العام ‏. كان لهيكل القيادة تأثير سلبي على الحرب البحرية الألمانية في الحرب العالمية الأولى، حيث لم يتم تأسيس منصب رئيس للبحرية الإمبراطورية، على غرار منصب ربان البحر الأول، حتى أغسطس 1918. بعد الحرب والثورة الألمانية 1918-1919، أصبح طاقم الأدميرال تابعًا للمكتب البحري وتم أخيرًا تفكيكه بأمر من الرئيس الألماني.

## التاريخ
بعد توحيد ألمانيا عام 1871، تم تأسيس البحرية الإمبراطورية الموحدة كخليفة للبحرية البروسية والبحرية الاتحادية الألمانية الشمالية، اعتبارًا من 1 يناير 1872 تحت سلطة الأميرالية الإمبراطورية الألمانية (Kaiserliche Admiralität) بقيادة وزير الدولة ألبريخت فون ستوش. مع تولي الإمبراطور فيلهلم الثاني في عام 1888، اكتسبت القوات البحرية أهمية كبيرة. بعد فترة وجيزة، أعيد تنظيم هيكل القيادة مع إنشاء مجلس البحرية الإمبراطوري، والقيادة العليا البحرية الإمبراطورية الألمانية (Kaiserliches Oberkommando der Marine) والمكتب البحري، من عام 1897 تحت قيادة وزير الدولة ألفريد فون تيربيتز.
في سياق سباق التسلح البحري بين إنجلترا وألمانيا، و الرايخستاج البرلمان في عام 1898 صدر قانون البحرية الجديد، وتم استبدال القيادة العليا في 14 آذار 1899 بموظفين الأميرالية واصبحو مسؤوليين عن التخطيط وتدريب الضباط في وقت الحرب، كان على هيئة الأدميرالية تولي القيادة العامة للبحرية الإمبراطورية، على الرغم من أنها كانت تعمل في زمن السلم فقط بصفة استشارية. كانت السيطرة المباشرة على مختلف عناصر الأسطول خاضعة للضباط الذين يقودون تلك العناصر، ويكونوا مسؤولين أمام القيصر.
ناسبة إعادة التنظيم هذه فيلهلم الثاني، الذي أراد الحفاظ على السيطرة المباشرة على سفنه. لم يوافق فيلهلم الثاني أبدًا على التخلي عن السيطرة المباشرة على أسطوله ولم يرد ان تتم أي عمليات تنظيم تبعده عن السيطرة المباشرة عن البحرية.